# Marion Kreiner
Marion Kreiner (n. 4 mai 1981, Graz, Austria) este o sportivă ce a reprezentat Austria, medaliată olimpică. A participat la 2 ediții ale Jocurilor Olimpice (2010, 2014) în care a câștigat o medalie de bronz.